# Kamil Kruk
Kamil Kruk (Drezdenko, 31 marzo 2000) è un calciatore polacco, difensore del Motor Lublino.

## Carriera
Cresciuto nel settore giovanile dello Zagłębie Lubin, esordisce in prima squadra il 14 luglio 2020 in occasione dell'incontro di Ekstraklasa vinto 3-1 contro il Wisła Cracovia.

## Statistiche
Statistiche aggiornate al 17 dicembre 2021.

### Presenze e reti nei club
| Stagione        | Squadra         | Campionato      | Campionato | Campionato | Coppe nazionali | Coppe nazionali | Coppe nazionali | Coppe continentali | Coppe continentali | Coppe continentali | Altre coppe | Altre coppe | Altre coppe | Totale | Totale | Totale |
| Stagione        | Squadra         | Comp            | Pres       | Reti       | Comp            | Pres            | Reti            | Comp               | Pres               | Reti               | Comp        | Pres        | Reti        | Pres   | Reti   |        |
| --------------- | --------------- | --------------- | ---------- | ---------- | --------------- | --------------- | --------------- | ------------------ | ------------------ | ------------------ | ----------- | ----------- | ----------- | ------ | ------ | ------ |
| 2019-2020       | Zagłębie Lubin  | EK              | 2          | 0          | CP              | 0               | 0               |                    | -                  | -                  |             | -           | -           | 2      | 0      |        |
| 2020-2021       | Zagłębie Lubin  | EK              | 12         | 2          | CP              | 2               | 0               |                    | -                  | -                  |             | -           | -           | 14     | 2      |        |
| 2021-2022       | Zagłębie Lubin  | EK              | 12         | 1          | CP              | 2               | 0               |                    | -                  | -                  |             | -           | -           | 14     | 1      |        |
| Totale carriera | Totale carriera | Totale carriera | 26         | 3          |                 | 4               | 0               |                    | -                  | -                  |             | -           | -           | 30     | 3      |        |